# P'yŏngan-namdo
P'yŏngan-namdo (Koreaans: 평안 남도) is een provincie in Noord-Korea.
P'yŏngan-namdo telt 4.102.798 inwoners. De oppervlakte bedraagt 12.534 km², de bevolkingsdichtheid is 327,3 inwoners per km².

## Bestuurlijke indeling
De provincie P'yŏngan-namdo bestaat uit 1 speciale stad, 5 steden, 3 districten en 19 landelijke districten.

### Speciale stad
- Namp'o T'ŭkkŭpsi (남포 특급시; 南浦特級市)

### Steden
- Anju-si (안주시; 安州市)
- Kaech'ŏn-si (개선시, 開城市)
- P'yŏngsŏng-si (평성시; 平城市)
- Sunch'ŏn-si (순천시; 順天市)
- Tŏkch'ŏn-si (덕천시; 德川市)

### Districten
- Ch'ŏngnam-gu (청남구; 清南區)
- Tŭkchang-jigu (득장지구; 得場地區)
- Ungok-chigu (운곡지구; 雲谷地區)

### Landelijke districten
- Ch'ŏllima-gun (천리마군; 千里馬郡)
- Hoech'ang-gun (회창군; 檜倉郡)
- Kangsŏ-gun (강서군; 江西郡)
- Maengsan-gun (맹산군; 孟山郡)
- Mundŏk-gun (문덕군; 文德郡)
- Onch'ŏn-gun (온천군; 溫泉郡)
- Pukch'ang-gun (북창군; 北倉郡)
- P'yŏngwŏn-gun (평원군; 平原君)
- Sinyang-gun (신양군; 新陽郡)
- Sŏmgch'ŏn-gun (성천군; 成川郡)
- Sukch'ŏn-gun (숙천군; 肅川郡)
- Chŭngsan-gun (증산군; 甑山郡)
- Taean-gun (대안군; 大安郡)
- Taehŭng-gun (대흥군; 大興郡)
- Taedong-gun (대동군; 大同郡)
- Ŭnsan-gun (은산군; 殷山郡)
- Yangdŏk-gun (양덕군; 陽德郡)
- Ryonggang-gun (룡강군; 龍岡郡)
- Nyŏngwŏn-gun (녕원군; 寧遠郡)